# 大園康志
大園 康志（おおぞの やすし、1966年2月23日 - ）は、CBCテレビの報道部専任部長。旧法人（中部日本放送）時代には、アナウンサーや報道部の記者を歴任した。妻は、元東海テレビアナウンサーの大鳥居美也子。

## 来歴・人物
鹿児島県鹿児島市の出身で、立命館大学法学部卒業後の1988年に、アナウンサーとしてテレビ・ラジオ兼営局の中部日本放送（当時）へ入社。同期入社のアナウンサーに、岩井富士夫、遠藤雅也（元北海道テレビアナウンサー）、加藤美紀（元CBCテレビアナウンス部長）、杉浦憲子（退職）、槇徳子（元テレビ東京アナウンサー）がいた。
アナウンサー時代からドキュメンタリー番組の制作に従事。ディレクターを兼任しながら、2007年3月までに6本の番組を制作した。2004年5月に制作した『山小屋カレー』は、同年の日本民間放送連盟賞で優秀賞を受賞したほか、同年11月と2006年3月に続編を制作。日本以外の国からも高い評価を受けている。
アナウンサーでありながらドキュメンタリーの制作に携わったきっかけは、中京広域圏（中部日本放送→CBCテレビの放送対象地域）内の自治体の首長の海外視察に同行していた同僚（報道部の記者）の「取材特権」へ違和感を覚えていた2000年頃に、筋ジストロフィーの若者4人が名古屋市で結成された人形劇団をアナウンサーとして取材したことにある。この劇団がシャルルヴィル＝メジエール（「人形劇の街」として知られるフランス共和国・アルデンヌ県の県庁所在地）で2年に1回開催される国際人形劇フェスティバルへ出演することに乗じて、「同行取材の価値がある」という名目で、ドキュメンタリー番組の企画書を初めて作成。実際には「フランスに行ってみたい」という個人的な願望も企画書へ込めていたにもかかわらず、この企画がCBCの局内で正式に認められたことから、電動車椅子を移動に使用する団員の介助を兼ねた同行取材と1時間番組としての放送が実現した。
2008年6月30日付の人事異動で、アナウンサーから報道部の記者へ転身。その一方で、プロデューサーとして『笑ってさよなら～四畳半下請け工場の日々～』（2010年5月放送）などのドキュメンタリー番組を制作した。ちなみに、この作品の英語版は、2011年の第51回「モンテカルロ・テレビジョン・フェスティバル」のニュースドキュメンタリー部門で、日本の民放局が制作したドキュメンタリー番組としては初めて「ゴールデンニンフ賞」（最優秀作品賞）を受賞。同年12月17日には、放送での未収録版映像を加えて再編集を施した劇場版『笑ってさよなら～四畳半下請け工場の日々～』が、地元・名古屋の伏見ミリオン座を皮切りに全国で公開された。
中部日本放送におけるテレビ・ラジオ放送事業の分社化に伴って、テレビ放送などの事業を継承したCBCテレビに2014年4月1日付で転籍。2020年11月の時点では、報道・情報制作局でプロデューサーを務めていた。もっとも実際には、ドキュメンタリー番組の取材や制作に専念できる体制が社内に整っていないことから、報道番組での特集企画から派生したドキュメンタリー番組を年に1 - 2本のペースで制作している。ドキュメンタリーの制作については、高い志を持った作り手が全力で生み出した作品に敬意を表しつつも、「追いかける対象の生々しさを（映像と音声で）切り取るのだから、（高い志がなくても）さまざまな思いを抱えながらカメラを回す作り手がいてもおかしくない。世の中は作り手や番組が多様な方が面白いので、（前述したアナウンサー時代のように）不純な理由で（ドキュメンタリー番組を）作っても良いのではないか?」というスタンスで臨んでいるという。
2024年4月現在の肩書は、報道部専任部長である。

## 中部日本放送アナウンサー時代の担当番組

### テレビ
- CBCニュースワイド（1998年10月～1999年3月まで平日担当）
- CBC土曜ニュースワイド
- なごやかホルモン
- おはようクジラ
- はやおきクジラ
- ドキュメンタリー番組制作

### ラジオ
- 0時半です松坂屋ですカトレヤミュージックです（担当時期不明）
- CBC歌謡ベストテン（1994年4月～1995年3月の番組終了まで）
- 大園・戸井の神業Hot Wave（1994年4月～）
- まるっと土曜日
- ことばのたまてばこ（司会進行兼プロデューサー）
- つボイノリオの聞けば聞くほど（ニュース担当）
- ランチタイムラジオ 聞けばツー快!（ニュース担当）

### 映画
- 大決戦!超ウルトラ8兄弟（2008年、松竹） - 日本丸のリポーター